# Route nationale 399
Pour les articles homonymes, voir Route 399.
La route nationale 399 ou RN 399 était une route nationale française reliant Metz à Maizières-lès-Vic. À la suite de la réforme de 1972, elle a été déclassée en RD 999.

## Ancien tracé de Metz à Maizières-lès-Vic (D 999)
- Metz (km 0)
- Ars-Laquenexy (km 4)
- Courcelles-sur-Nied (km 8)
- Sorbey (km 11)
- Lemud (km 14)
- Rémilly (km 18)
- Han-sur-Nied (km 22)
- Vatimont (km 25)
- Holacourt (km 29)
- Arraincourt (km 30)
- Brulange (km 31)
- Destry (km 35)
- Baronville (km 38)
- Morhange (km 41)
- Conthil (km 45)
- Val-de-Bride (km 55)
- Dieuze (km 57)
- Gelucourt (km 63)
- Maizières-lès-Vic (km 69)